# Lista orașelor din Nigeria
Aceasta pagină este o listă a orașelor din Nigeria.

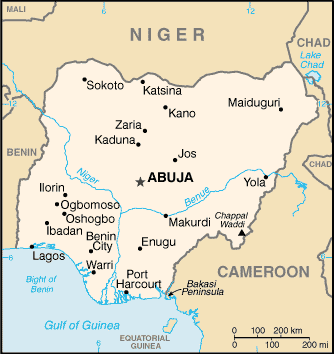
Harta Nigeriei

- Aba
- Abakaliki
- Abeokuta
- Abuja
- Ado Ekiti
- Agenebode
- Akure
- Asaba
- Auchi
- Awka
- Azare
- Babaloma
- Badagri
- Bauchi
- Benin City
- Bida
- Birnin Kebbi
- Calabar
- Damaturu
- Dutse
- Ede
- Effon-Alaiye
- Enugu
- Eket
- Epe
- Funtua
- Gboko
- Gombe
- Gumel
- Gusau
- Ibadan
- Idah
- Ife
- Ifon
- Ihiala
- Ijebu Igbo
- Ijebu Ode
- Ikare
- Ikeja
- Ikerre
- Ikire
- Ikorodu
- Ikot Abasi
- Ikot Ekpene
- Ila
- Ilawe-Ekiti
- Ilesha
- Ilorin
- Ise
- Iseyin
- Iwo
- Jalingo
- Jebba
- Jega
- Jimeta
- Jos
- Kaduna
- Kano
- Katsina
- Keffi
- Kontagora
- Kumo
- Lafia
- Lafiagi
- Lagos
- Lokoja
- Maiduguri
- Makurdi
- Minna
- Mubi
- Nembe
- New Bussa
- Nguru
- Nibo
- Nnewi
- Nkwerre
- Nsukka
- Numan
- Ogbomoso
- Oguta
- Okene
- Okigwe
- Oko
- Omoku
- Okpogho
- Ondo
- Onitsha
- Onueke
- Opobo
- Oron
- Orlu
- Oshogbo
- Owerri
- Owo
- Oyo
- Ozara, Oru west
- Port Harcourt
- Potiskum
- Sagamu
- Sango Otta
- Sapele
- Shaki
- Sokoto
- Suleja
- Ugep
- Umuahia
- Uyo
- Warri
- Wukari
- Yenagoa
- Yola
- Zaria